# Альенде, Мария Исабель
Мария Исабель Альенде Бусси (исп. María Isabel Allende Bussi; род. 18 января 1945, Сантьяго) — чилийский государственный и политический деятель, третья дочь Сальвадора Альенде и Ортенсии де Бусси. Сенатор Республики Чили от региона Атакама (2010—2025), депутат Палаты депутатов Чили (1994—2010). Председатель Сената Чили (2014—2015, первая женщина на этом посту) и Палаты депутатов Чили (2003—2004), вице-президент Социнтерна с 2017 года. Член Социалистической партии Чили.
3 апреля 2025 года Конституционный суд Чили лишил Исабель Альенде мандата сенатора по обвинению в нарушении статьи 60 Конституции в связи с попыткой продажи государству дома её отца, что стало первым прецедентом отстранения сенатора от должности в истории страны.

## Биография
Училась в колледже, а также посещала католическую церковь. В 1962 году начала изучать социологию и присоединилась к «Социалистической университетской бригаде». Пять лет спустя сопровождала своего отца на съезде Социалистической партии Чили.
11 сентября 1973 года, в день военного переворота под руководством генерала Аугусто Пиночета, Исабель была последней, кто вошел в президентский дворец. После того, как военные начали атаковать президентский дворец, и исход был уже ясен, её отец приказал женщинам уйти.
Сальвадор Альенде, первый марксистский президент, избранный в Америке, покончил с собой, не сдавшись заговорщикам во главе с генералом Аугусто Пиночетом. Военный переворот положил начало кровавой 17-летней диктатуре. Исабель получила политическое убежище в Мексике вместе со своей матерью и сестрой Беатрис, где она провела шестнадцать лет в изгнании, прежде чем вернуться в Чили в 1989 году.
Её первый брак с Серхио Месой продлился недолго, у них родился сын Гонсало (1965—2010), который был активистом движения «Нет», приведшего к плебисциту 1988 года, и основателем Партии за демократию. От второго мужа Ромилио Тамбутти у неё есть дочь по имени Марсия (р. 1971).
Другие члены семьи Альенде сыграли важную роль в чилийской политике. Её племянница Майя Фернандес, также член Социалистической партии, является министром обороны при президенте Габриэле Бориче с марта 2022 года. Её племянник Алехандро Фернандес Альенде является активистом движения за права геев.

## Политическая карьера
Вернувшись на родину, начала успешную политическую карьеру в качестве члена Социалистической партии. После возвращения Чили к демократии в 1990 году она была избрана в Палату депутатов, занимала должность председателя с 2003 по 2004 год, став второй женщиной, после Адрианы Муньос.
Вместе с Соледад Альвеар и несколькими другими сенаторами выступила автором законопроекта о разрешении голосования для чилийцев, проживающих за рубежом. Право голосовать из других стран было закреплено Законом № 20.748, который позволил тысячам чилийцев проголосовать на национальном плебисците 2020 года и на президентских выборах.
Работала над реформированием чилийского закона о разводе; закона, позволившего инвалидам быть судьями и нотариусами; и закона, разрешающего аборты по трём основаниям. Также работала над принятием законопроектов о гендерной идентичности, водном кодексе и создании государственной службы по охране биоразнообразия и окружающей среды. Поддерживает присоединение Чили к Всеобъемлющему и прогрессивному соглашению о Транстихоокеанском партнерстве.